# كوباياشي عيسى
كوباياشي عيسى (باليابانية: 小林一茶 ) (و. 1763 – 1828 م) هو شاعر، ورسام، وكاتب ياباني، توفي عن عمر يناهز 65 عاماً.

## روابط خارجية
- كوباياشي عيسى على موقع الموسوعة البريطانية (الإنجليزية)
- كوباياشي عيسى على موقع ميوزك برينز (الإنجليزية)
- كوباياشي عيسى على موقع ديسكوغز (الإنجليزية)